# NGC 155
NGC 155 je galaksija u zviježđu Kit.

## Vanjske poveznice
- SEDS: NGC 0155